# アイドル妖怪カワユシ
アイドル妖怪カワユシ♥（アイドルようかいカワユシ）は、日本の5人組アイドルユニット。愛称はカワユシ。所属事務所はアリスプロジェクト。2013年11月6日、ワーナーミュージック・ジャパンからメジャーデビュー。

## 概要
- ネット番組『アイドル黙示録〜アリスプロジェクトからスターが生まれる日〜』にて、アリスプロジェクトに所属するタレントの中から試練を勝ち抜いたメンバー早瀬愛夢、川村虹花、天木じゅん、黒瀬サラ、黒木ひなこの5名によって結成された。[1]
- 総合プロデューサーを古坂大魔王、楽曲制作をヒャダインこと前山田健一が務めている。
- デビューCD発売時には“デビュー前から総選挙”と題し、メンバー毎に用意された各バージョンのCDの予約枚数によってセンターの座が争われ、川村虹花がセンターに選ばれる結果となった。
- メンバーは地下アイドルグループ「仮面女子（アリス十番／スチームガールズ／アーマーガールズ）」としても活動しており、平時は秋葉原の常設劇場P.A.R.M.S（パームス）で毎日公演を行っている。
- 天木じゅんと早瀬愛夢がアリスプロジェクト卒業の為、2015年3月以降は事実上の活動終了。2021年5月に川村虹花が事務所を退所するまでの間はメンバーを入れ替えながら行っていたが、オリジナルメンバーは全員が退所。ただし、楽曲に関しては曲中に出てくるメンバー紹介部を省く形で事務所所属メンバーがパフォーマンスすることがある。

## メンバー
| 名前       | よみ            | 生年月日       | 出身地   | 愛称         | イメージカラー | 2013年10月時点の別活動                 | 備考                                            |
| ---------- | --------------- | -------------- | -------- | ------------ | -------------- | -------------------------------------- | ----------------------------------------------- |
| 天木じゅん | あまき じゅん   | 1995年10月16日 | 兵庫県   | じゅんちゃん | 赤             | ベイビーセクシー妖怪、アーマーガールズ | 2015年10月1日ワタナベエンターテインメントに移籍 |
| 川村虹花   | かわむら ななか | 1995年12月26日 | 神奈川県 | なぁちゃん   | ピンク         | センター、がむしゃら妖怪、アリス十番   |                                                 |
| 早瀬愛夢   | はやせ あむ     | 1990年10月18日 | 奈良県   | あむにゃん   | 黒／オレンジ   | スマイル妖怪、アリス十番               | アリスプロジェクト2015年3月11日卒業             |
| 黒木ひなこ | くろき ひなこ   | 1996年8月17日  | 神奈川県 | ひなこ       | 白             | 天然妖怪、アーマーガールズ             |                                                 |
| 黒瀬サラ   | くろせ さら     | 1996年8月6日   | 埼玉県   | サラちゃん   | 水色           | 八頭身妖怪、スチームガールズ           |                                                 |

## 活動略歴
2013年
- 4月7日 メジャーデビュー企画『アイドル黙示録～アリスプロジェクトからスターが生まれる日～』配信開始。[2]
- 9月1日 『アイドル黙示録』最終結果発表。メンバーは早瀬愛夢、川村虹花、天木じゅん、黒瀬サラ、黒木ひなこの5名に決定。[3]
- 10月20日 アリスプロジェクトの常設劇場P.A.R.M.S（パームス）にてユニットお披露目ライブ。『カワユシ♥アラワル』を初披露。
- 11月6日 デビューシングル『カワユシ♥アラワル』発売。オリコン初登場11位。
- 11月7日 池袋サンシャインシティにてセンター発表＆デビュー記念イベントが行われ。川村虹花がセンターに決定。[4]

## 出演
- TV『アイドル妖怪カワユシ♥ラブスパチャン』J:COM 11ch（2013年11月26日 - 2014年3月25日）[5]
- TV『ノブコブの平成トレンドリサーチ』SBS静岡放送（2014年3月30日）

## 楽曲
- カワユシ♥アラワル　作詞・作曲：前山田健一　編曲：前山田健一／浅田将明　『musicる TV』テレビ朝日11月度エンディングテーマ
- 僕だけの女神　作詞：SUMI　作曲・編曲：板垣祐介

### シングル
| インディーズ | インディーズ  | インディーズ      | インディーズ | インディーズ | インディーズ |
| 枚           | 発売日        | タイトル          | 規格         | 販売生産番号 | 最高位       |
| ------------ | ------------- | ----------------- | ------------ | --- | ------------ |
| 1st          | 2013年11月6日 | カワユシ♥アラワル | CD CD+DVD    | WPCL-11669【「天木じゅん」センター・ヴァージョン】 WPCL-11670【「川村虹花」センター・ヴァージョン】 WPCL-11671【「早瀬愛夢」センター・ヴァージョン】 WPCL-11672【「黒木ひなこ」センター・ヴァージョン】 WPCL-11673【「黒瀬サラ」センター・ヴァージョン】 WPZL-30731/2【DVD付限定版】 | 11位         |